# Staffin
Staffin (gaelsky Stafain) je sídlo na východním pobřeží poloostrova Trotternish v severní části ostrova Skye ve Vnitřních Hebridách. Administrativně přináleží do skotské správní oblasti Highland. Staffin je zároveň districtem s gaelským názvem An Taobh Sear, což v překladu znamená "Východní strana". Tato "Východní strana" zahrnuje celkem 23 sídel s celkem více než 500 obyvateli: Rigg, Tote, Lealt, Lonfearn, Grealin, Breackry, Cul-nan-cnoc, Bhaltos, Raiseburgh, Ellishader, Garafad, Clachan, Garros, Marrishader, Maligar, Stenscholl, Brogaig, Sartle, Glasphein, Digg, Dunan, Flodigarry a Greap. (Jako "Staffin" je obvykle označována zástavba, skládající se z místních částí Clachan a Garafad). Tato obec je především významnou archeologickou a paleontologickou lokalitou.

## Geografie

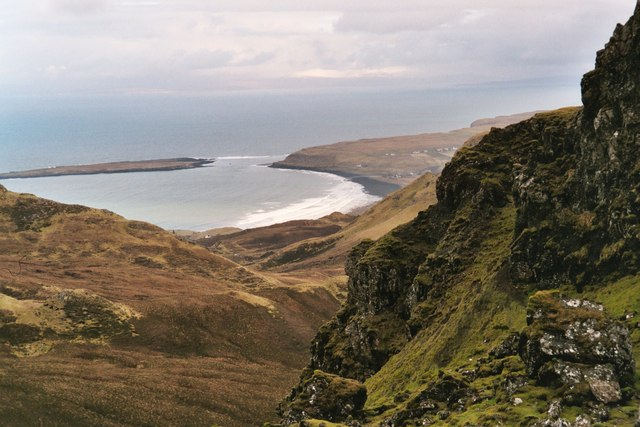
Pohled z Quiraingu na zátoku Staffin Bay a Staffin Island

Staffin se rozkládá v nadmořské výšce zhruba 30–80 metrů v severovýchodní části poloostrova Trotternish při silnici A855 zhruba 27 km severně od Portree, správního střediska ostrova Skye.
Vesnice leží na úpatí skalní formace Quiraing ve vzdálenosti necelých 800 metrů od mořského pobřeží, na němž se nachází malý přístav. Staffinem protéká řeka Kilmartin River, která 1 km od obce ústí do moře. Na území vesnice se nacházejí další četné menší vodní toky. Nejvyšší vrchol Quiraingu Meall na Suiramach (543 m n. m.) je od vesnice vzdálen vzdušnou čarou necelých 5 km směrem na severozápad, Beinn Edra (611 m n. m.), nejvyšší vrchol poloostrova Trotternish a zdejšího horského masívu, leží od Staffinu zhruba 5,7 km jihozápadně.

### Obyvatelstvo
Dle průzkumu z roku 2001 61 % místních obyvatel aktivně používá skotskou gaelštinu. V roce 2010 byl Staffin vyhlášen "Gaelským společenstvím roku" (Gaelic Community of the Year).

## Původ názvu
Název místa se odvozuje od staronorského výrazu staffa, což znamená "tyč" – inspirací pro tento název měly být skalní věže a skalní jehly v přilehlých oblastech Quiraing a The Storr.

## Paleontologická a archeologická lokalita

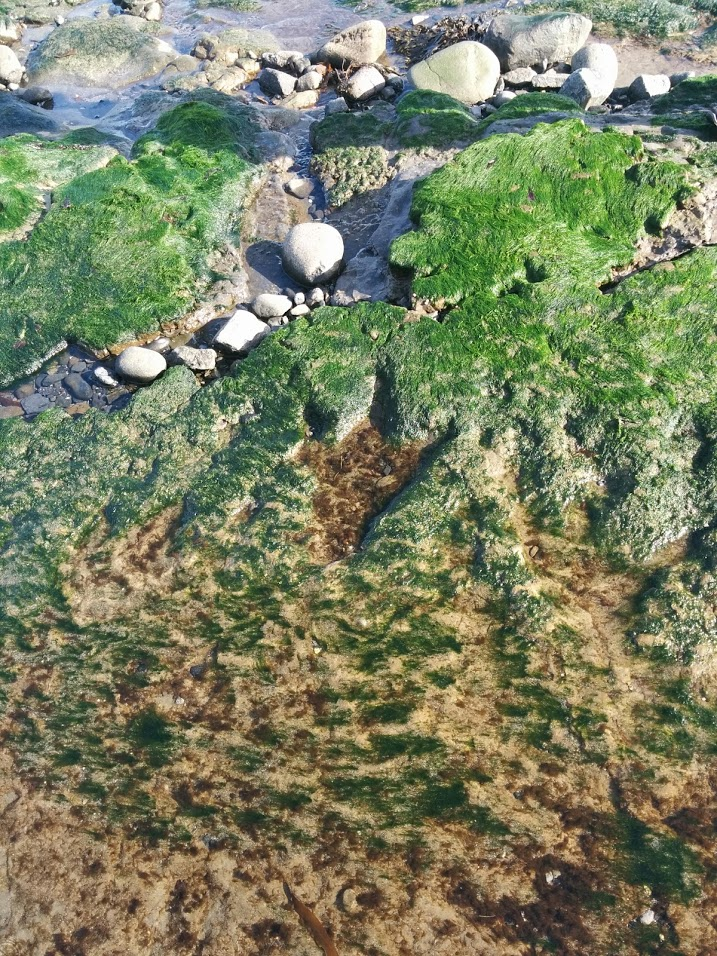
Stopa dinosaura na břehu moře u Staffinu

### Dinosauří stopy
Na skalnatém pobřeží, kde řeka Kilmartin ústí do moře, v místě, zvaném An Corran, místní obyvatelé objevili stopy dinosaura, pravděpodobně menšího ornithopoda. Při odborném průzkumu místního terénu byly nalezeny další dinosauří stopy, některé až 50 cm velké. Tyto zhruba 160 miliónů let staré stopy jsou přisuzovány masožravým teropodním dinosaurům z rodu megalosaurů. Jedná se o největší a zároveň nejmladší stopy dinosaurů, nalezené ve Skotsku. Otisky se nacházejí na pískovcových skalách v pobřežním pásmu, při přílivu jsou pod vodou, v letních měsících jsou obvykle přikryty nánosy písku. Odhaleny bývají zpravidla v období zimních bouří.
Další asi 170 miliónů let staré stopy z jurského období byly objeveny nedaleko zřícenin hradu Duntulm na západním pobřeží nejsevernějšího výběžku poloostrova Trotternish. Ve staré kamenné venkovské budově ve Staffinu bylo zřízeno malé muzeum, které je věnováno nálezům dinosauřích fosilii v tomto regionu. Muzeum založil místní občan Dugald Ross, propagátor gaelštiny a amatérský paleontolog, původním povoláním zedník, který v roce 1994 objevil v pobřežní oblasti část zkamenělé kosti sauropoda, k níž později přibyly nálezy dalších fosilií. Časopis Dino Time zveřejnil kresbu pravděpodobné podoby objeveného sauropoda a nazval jej podle nálezce fosilií "Dougie the Dinosaurus".

### Mezolitické sídlo
Lokalita An Corran, kde byly nalezeny důkazy o osídlení mezolitickými lovci a sběrači ze 7. tisíciletí př. n. l., je zároveň jedním z nejstarších archeologických nalezišť ve Skotsku – například v lokalitě Garafad byly objeveny četné pazourkové nástroje prehistorických lovců. V září roku 2015 zde organizoval Staffin Community Trust společně s Archeologickým ústavem University of the Highlands and Islands další archeologický průzkum.

## Starobylá tradice
Ve vzdálenosti zhruba 200 metrů od pobřeží se naproti staffinskému přístavu nachází ostrůvek Staffin Island. Místní hospodář Iain MacDonald pravděpodobně jako poslední ve Skotsku zde ještě v roce 2011 udržoval starou tradici plavení dobytka z pevniny na ostrov. Stádo se z letních pastvin na ostrově stejnou cestou vracelo zpět vždy na podzim v říjnu.